# 2016-os WTCC francia nagydíj
A 2016-os WTCC francia nagydíj volt a 2016-os túraautó-világbajnokság első fordulója. 2016. április 3-án rendezték meg a Circuit Paul Ricard-on, Franciaországban.

## Időmérő
| Poz.                                    | #  | Versenyző           | Csapat                | Autó                    | Kat. | 1. rész  | 2. rész  | 3. rész  | Pont |
| --------------------------------------- | -- | ------------------- | --------------------- | ----------------------- | ---- | -------- | -------- | -------- | ---- |
| 1                                       | 37 | José María López    | Citroën Total WTCC    | Citroën C-Elysée WTCC   |      | 1:29,345 | 1:29,434 | 1:28,950 | 5    |
| 2                                       | 18 | Tiago Monteiro      | Honda Racing Team JAS | Honda Civic WTCC        |      | 1:29,766 | 1:29,550 | 1:29,213 | 4    |
| 3                                       | 68 | Yvan Muller         | Citroën Total WTCC    | Citroën C-Elysée WTCC   |      | 1:29,765 | 1:29,263 | 1:29,262 | 3    |
| 4                                       | 9  | Tom Coronel         | ROAL Motorsport       | Chevrolet RML Cruze TC1 | WT   | 1:29,991 | 1:29,625 |          | 2    |
| 5                                       | 10 | Nicky Catsburg      | LADA Sport Rosneft    | Lada Vesta WTCC         |      | 1:29,457 | 1:29,669 |          | 1    |
| 6                                       | 5  | Michelisz Norbert   | Honda Racing Team JAS | Honda Civic WTCC        |      | 1:30,208 | 1:29,958 |          |      |
| 7                                       | 25 | Mehdi Bennani       | Sébastien Loeb Racing | Citroën C-Elysée WTCC   | WT   | 1:29,967 | 1:30,021 |          |      |
| 8                                       | 61 | Fredrik Ekblom      | Polestar Cyan Racing  | Volvo S60 WTCC          |      | 1:30,109 | 1:30,221 |          |      |
| 9                                       | 12 | Rob Huff            | Honda Racing Team JAS | Honda Civic WTCC        |      | 1:30,010 | 1:30,576 |          |      |
| 10                                      | 7  | Hugo Valente        | LADA Sport Rosneft    | Lada Vesta WTCC         |      | 1:30,194 | 1:30,612 |          |      |
| 11                                      | 2  | Gabriele Tarquini   | LADA Sport Rosneft    | Lada Vesta WTCC         |      | 1:29,900 | 1:30,875 |          |      |
| 12                                      | 3  | Tom Chilton         | Sébastien Loeb Racing | Citroën C-Elysée WTCC   | WT   | 1:30,315 |          |          |      |
| 13                                      | 11 | Grégoire Demoustier | Sébastien Loeb Racing | Citroën C-Elysée WTCC   | WT   | 1:30,620 |          |          |      |
| 14                                      | 27 | John Filippi        | Campos Racing         | Chevrolet RML Cruze TC1 | WT   | 1:30,985 |          |          |      |
| 15                                      | 77 | René Münnich        | Münnich Motorsport    | Chevrolet RML Cruze TC1 | WT   | 1:31,749 |          |          |      |
| Kvalifikációs időlimit (107%): 1:35,600 |    |                     |                       |                         |      |          |          |          |      |
| 16                                      | 55 | Ficza Ferenc[1]     | Zengő Motorsport      | Honda Civic WTCC        | WT   |          |          |          |      |
| 17                                      | 62 | Thed Björk[1]       | Polestar Cyan Racing  | Volvo S60 WTCC          |      |          |          |          |      |
| Ni                                      | 89 | John Bryant-Meisner | Nika Racing AB        | Honda Civic WTCC        | WT   |          |          |          |      |
| Ni                                      | 99 | Nagy Dániel         | Zengő Motorsport      | Honda Civic WTCC        | WT   |          |          |          |      |

Megjegyzés:
- ↑ 1:  – Törölték az időmérős köreiket.
- WT – WTCC Trophy

## MAC 3
| Poz. | Gyártó  | Autó                  | Idő      | Különbség | Pont |
| ---- | ------- | --------------------- | -------- | --------- | ---- |
| 1    | Citroën | Citroën C-Elysée WTCC | 3ː07,145 |           | 10   |
| 2    | Lada    | Lada Vesta WTCC       | 3ː07,175 | +0,030    | 8    |
| 3    | Honda   | Honda Civic WTCC      | 3:09,598 | +2,453    | 6    |

## Első futam
| Poz. | #  | Versenyző           | Csapat                | Autó                    | Kat. | Futott kör | Idő/Kiesés oka | Rajthely | Pont |
| ---- | -- | ------------------- | --------------------- | ----------------------- | ---- | ---------- | -------------- | -------- | ---- |
| 1    | 12 | Rob Huff            | Honda Racing Team JAS | Honda Civic WTCC        |      | 16         | 24ː26,764      | 2        | 25   |
| 2    | 25 | Mehdi Bennani       | Sébastien Loeb Racing | Citroën C-Elysée WTCC   | WT   | 16         | +2,184         | 4        | 18   |
| 3    | 5  | Michelisz Norbert   | Honda Racing Team JAS | Honda Civic WTCC        |      | 16         | +6,737         | 5        | 15   |
| 4    | 18 | Tiago Monteiro      | Honda Racing Team JAS | Honda Civic WTCC        |      | 16         | +7,911         | 9        | 12   |
| 5    | 7  | Hugo Valente        | LADA Sport Rosneft    | Lada Vesta WTCC         |      | 16         | +12,554        | 1        | 10   |
| 6    | 37 | José María López    | Citroën Total WTCC    | Citroën C-Elysée WTCC   |      | 16         | +12,955        | 10       | 8    |
| 7    | 62 | Thed Björk          | Polestar Cyan Racing  | Volvo S60 WTCC          |      | 16         | +22,162        | 16       | 6    |
| 8    | 10 | Nicky Catsburg      | LADA Sport Rosneft    | Lada Vesta WTCC         |      | 16         | +23,708        | 6        | 4    |
| 9    | 9  | Tom Coronel         | ROAL Motorsport       | Chevrolet RML Cruze TC1 | WT   | 16         | +24,892        | 7        | 2    |
| 10   | 11 | Grégoire Demoustier | Sébastien Loeb Racing | Citroën C-Elysée WTCC   | WT   | 16         | +25,738        | 13       | 1    |
| 11   | 3  | Tom Chilton         | Sébastien Loeb Racing | Citroën C-Elysée WTCC   | WT   | 16         | +26,249        | 12       |      |
| 12   | 27 | John Filippi        | Campos Racing         | Chevrolet RML Cruze TC1 | WT   | 16         | +26,908        | 14       |      |
| 13   | 68 | Yvan Muller         | Citroën Total WTCC    | Citroën C-Elysée WTCC   |      | 16         | +40,095        | 8        |      |
| 14   | 77 | René Münnich        | Münnich Motorsport    | Chevrolet RML Cruze TC1 | WT   | 16         | +42,417        | 15       |      |
| Ki   | 2  | Gabriele Tarquini   | LADA Sport Rosneft    | Lada Vesta WTCC         |      | 6          |                | 11       |      |
| Ki   | 61 | Fredrik Ekblom      | Polestar Cyan Racing  | Volvo S60 WTCC          |      | 6          |                | 3        |      |

- WT - WTCC Trophy

## Második futam
| Poz. | #  | Versenyző           | Csapat                | Autó                    | Kat. | Futott kör | Idő/Kiesés oka | Rajthely | Pont |
| ---- | -- | ------------------- | --------------------- | ----------------------- | ---- | ---------- | -------------- | -------- | ---- |
| 1    | 37 | José María López    | Citroën Total WTCC    | Citroën C-Elysée WTCC   |      | 17         | 25:53,030      | 1        | 25   |
| 2    | 18 | Tiago Monteiro      | Honda Racing Team JAS | Honda Civic WTCC        |      | 17         | +0,284         | 2        | 18   |
| 3    | 5  | Michelisz Norbert   | Honda Racing Team JAS | Honda Civic WTCC        |      | 17         | +3,111         | 6        | 15   |
| 4    | 68 | Yvan Muller         | Citroën Total WTCC    | Citroën C-Elysée WTCC   |      | 17         | +8,652         | 3        | 12   |
| 5    | 10 | Nicky Catsburg      | LADA Sport Rosneft    | Lada Vesta WTCC         |      | 17         | +9,814         | 5        | 10   |
| 6    | 12 | Rob Huff            | Honda Racing Team JAS | Honda Civic WTCC        |      | 17         | +19,934        | 9        | 8    |
| 7    | 7  | Hugo Valente        | LADA Sport Rosneft    | Lada Vesta WTCC         |      | 17         | +21,792        | 10       | 6    |
| 8    | 25 | Mehdi Bennani       | Sébastien Loeb Racing | Citroën C-Elysée WTCC   | WT   | 17         | +22,130        | 7        | 4    |
| 9    | 3  | Tom Chilton         | Sébastien Loeb Racing | Citroën C-Elysée WTCC   | WT   | 17         | +22,389        | 12       | 2    |
| 10   | 61 | Fredrik Ekblom      | Polestar Cyan Racing  | Volvo S60 WTCC          |      | 17         | +27,554        | 8        | 1    |
| 11   | 9  | Tom Coronel         | ROAL Motorsport       | Chevrolet RML Cruze TC1 | WT   | 17         | +32,142        | 4        |      |
| 12   | 27 | John Filippi        | Campos Racing         | Chevrolet RML Cruze TC1 | WT   | 17         | +32,166        | 14       |      |
| 13   | 11 | Grégoire Demoustier | Sébastien Loeb Racing | Citroën C-Elysée WTCC   | WT   | 17         | +35,629        | 13       |      |
| Ki   | 2  | Gabriele Tarquini   | LADA Sport Rosneft    | Lada Vesta WTCC         |      | 9          |                | 11       |      |
| Ki   | 77 | René Münnich        | Münnich Motorsport    | Chevrolet RML Cruze TC1 | WT   | 5          |                | 16       |      |
| Ki   | 62 | Thed Björk          | Polestar Cyan Racing  | Volvo S60 WTCC          |      | 2          |                | 15       |      |

- WT - WTCC Trophy

## Külső hivatkozások
- Hivatalos nevezési lista
- Az időmérő eredménye
- A MAC 3 eredménye
- Az 1. futam hivatalos eredménye
- A 2. futam hivatalos eredménye